# Grass Valley (California)
Grass Valley è una cittadina della Contea di Nevada situata nella California nord-orientale, il cui nome significa "Valle dell'Erba".

## Territorio
Si trova a 49,8 miglia (80,1 km) di distanza da Sacramento, la capitale californiana, e secondo il censimento del 2006 la popolazione ammonta a 12 860 abitanti. La zona è servita dall'aeroporto Nevada County Air Park, distante sei chilometri dal centro abitato, e possiede un cimitero dedicato a San Patrizio, appunto il Saint Patrick's Catholic Cemetery. La cittadina è gemellata con Limana (un comune del Veneto) e con Bodmin (un comune della Cornovaglia).

## Storia

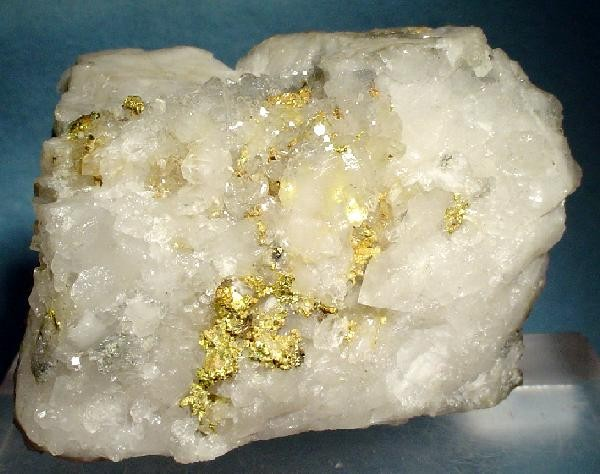
Oro in quarzo, da una delle vecchie miniere di Grass Valley

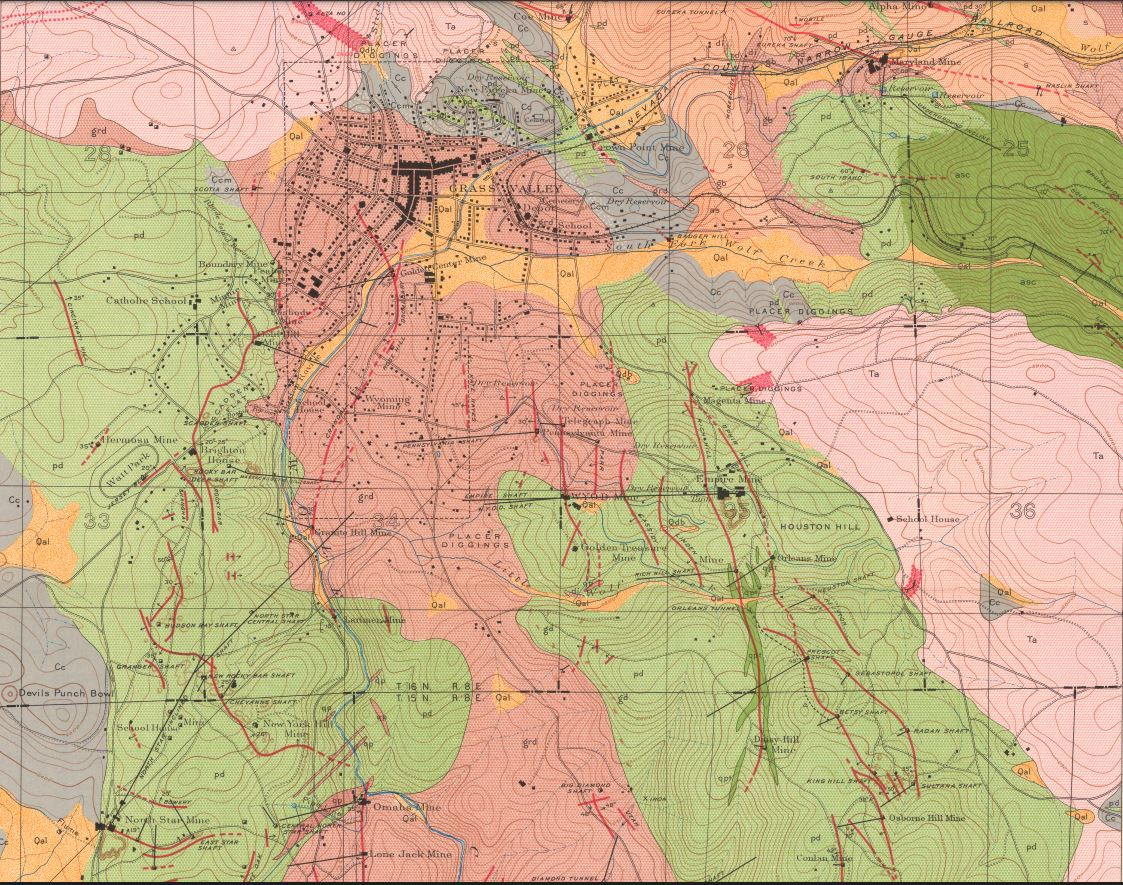
Mappa geologica di Grass Valley con la posizione delle miniere North Star, Empire e Maryland

La fondazione di Grass Valley, originariamente conosciuta come Boston Ravine e successivamente chiamata Centerville, risale alla Corsa all'oro californiana, così come la vicina Nevada City. La presenza dell'oro fu scoperta a Gold Hill nell'ottobre 1850 e il centro abitato si sviluppò attorno alla miniera. Quando venne istituito l'ufficio postale nel 1851, il centro fu ribattezzato Grass Valley l'anno successivo per ragioni sconosciute. La città fu incorporata nel 1860.
La storia essenziale dell'estrazione mineraria di Grass Valley è legata alle miniere North Star, Empire e Idaho-Maryland, per la loro produzione continua nel corso degli anni. Dal 1868 al 1900, la miniera Idaho-Maryland fu la più produttiva del distretto. Dal 1900 al 1925, North Star ed Empire furono le maggiori produttrici di oro nella contea. Nel 1932, le due miniere furono fisicamente connesse da un passaggio che collegava il livello a 4600 ft di Empire con il livello a 5300 ft di North Star.
La Empire Mine e la North Star Mine sono due delle miniere più ricche della California. George Starr, direttore della Empire Mine, e William Bowers Bourn II, il proprietario, donarono la proprietà della miniera che divenne il Memorial Park.
Wiliam Bourn Jr. assunse la gestione della Empire Mine nel 1878 dopo la morte di suo padre, sostituendo l'energia idraulica con quella a vapore. Nel 1884, Bourn acquistò e riportò in vita la North Star mine. Le miniere Idaho e Maryland furono consolidate da Samuel P. Dorsey nel 1893. Nel 1925, Errol MacBoyle acquisì la Idaho-Maryland. Nel 1938, la Idaho-Maryland era la seconda maggiore produttrice di oro nel paese. Tuttavia, le operazioni di estrazione dell'oro nella zona cessarono durante la Seconda guerra mondiale, a causa dell'ordine di limitazione 208 del War Production Board. Dopo la guerra, ci furono nuovi tentativi di riprendere le operazioni, ma secondo Gage McKinney, "alla metà degli anni '50 l'estrazione mineraria non era più redditizia in quello che era stato il distretto di estrazione dell'oro più ricco della California."
Molti di coloro che vennero a stabilirsi a Grass Valley erano minatori di stagno provenienti dalla Cornovaglia, Regno Unito. La maggior parte arrivò tra il 1860 e il 1895, costituendo tre quarti della popolazione di Grass Valley.
Grass Valley mantiene ancora la sua eredità cornica, con eventi come l'annuale Natale cornico e le celebrazioni del Giorno di San Pirano. I cornish pasty sono un piatto locale molto apprezzato, con alcuni ristoranti in città specializzati in ricette tramandate dalla generazione originaria di immigrati. Grass Valley è anche gemellata con una città della Cornovaglia, ovvero Bodmin.
In passato, per un breve periodo è esistita una Diocesi di Grass Valley, precisamente dal 1868 al 1884. La sede vescovile venne successivamente trasferita a Sacramento. Attualmente è una sede titolare.
Il negozio Kmart di Grass Valley, aperto nel 1981, è stato uno dei pochi rimasti aperti in tutto il paese e l'ultimo in California. Ha chiuso nel 2021 e ora è un negozio di Target.

## Economia

### Turismo
Il luogo è ricco di ritrovi e di zone dedicate alla natura incontaminata: oltre all'Empire Mine e all'Holbrooke Hotel, troviamo il Watt Park, il Condon Park, il Family Fun Park (sulla storica Highway 49) e il Memorial Park. Inoltre sono presenti la Josiah Royce Public Library, la Mount Saint Mary's Academy e il Del Oro Theatre.